# Andrzej Osiecimski-Czapski
Andrzej Osiecimski-Czapski (* 8. Juli 1899 in Vilnius, Russisches Reich (heute Litauen); † 14. Mai 1976 in Westport, Connecticut, Vereinigte Staaten) war ein polnischer Ruderer und Eishockeyspieler.

## Beruflicher Werdegang
Andrzej Osiecimski-Czapski verbrachte von 1910 bis 1913 seine Schultzeit in Genf, ehe er das Eton College in England besuchte. Während seiner Zeit in England absolvierte er eine militärische Ausbildung und trat am 1. Mai 1919 der polnischen Armee bei. 1923 wurde er zum Porutschik ernannt. Während des Maiputschs im Mai 1926 wurde er verwundet, wodurch er seine militärische Laufbahn beenden musste.

## Sport
Andrzej Osiecimski-Czapski nahm an Olympischen Sommerspielen 1924 teil. In der Einer-Regatta schied er im Vorlauf aus. Ein Jahr später gewann er bei den Europameisterschaften in Prag die Bronzemedaille im Einer. Darüber hinaus wurde er dreifacher polnischer Meister.
Als Eishockeyspieler nahm Osiecimski-Czapski mit der polnischen Nationalmannschaft an der Europameisterschaft 1926 teil. Auf Vereinsebene war er für AZS-AWF Warschau aktiv.